# Hirschgrund (Bodetal)

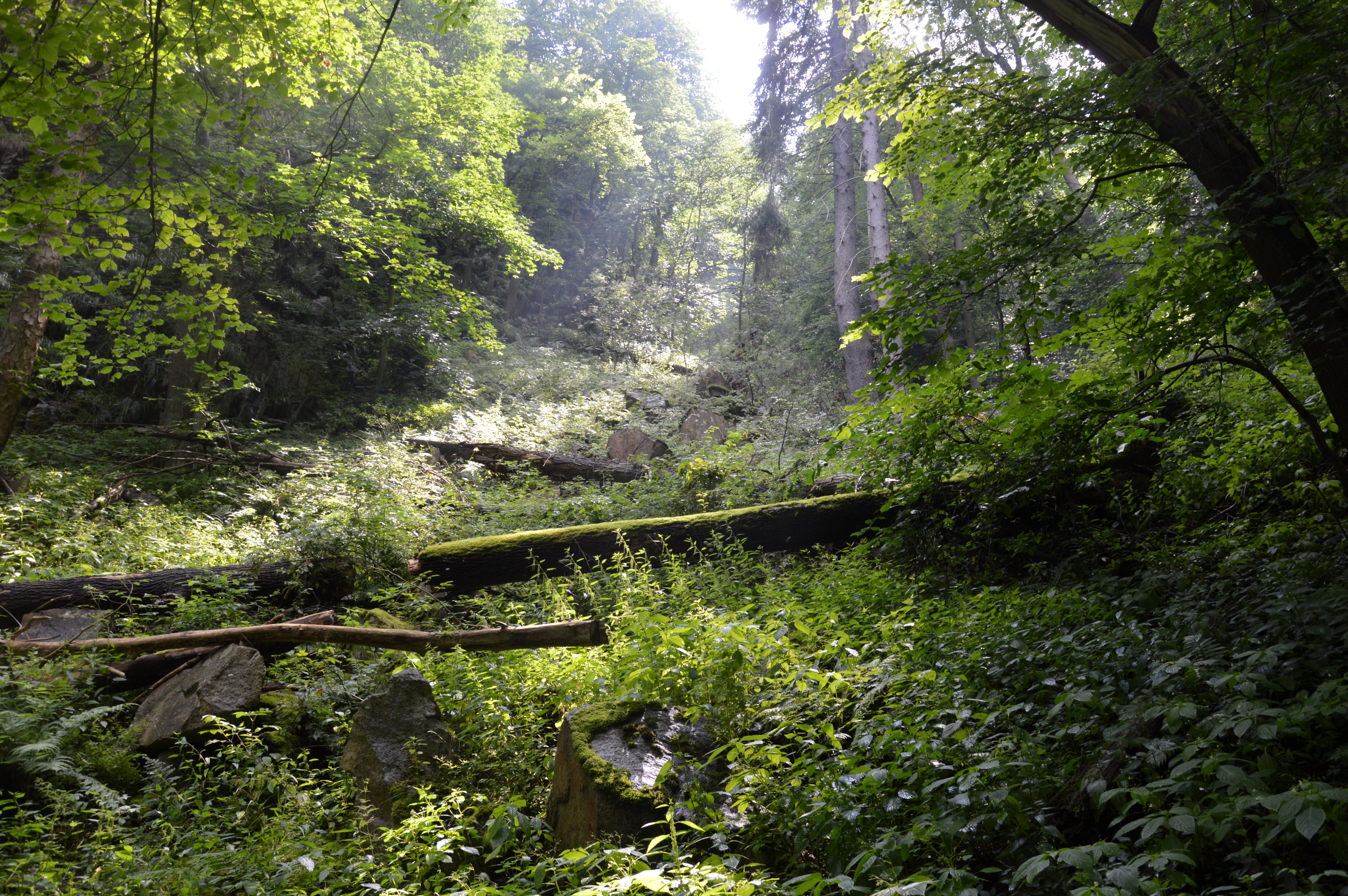
Hirschgrund, Blick hinauf

Der Hirschgrund ist eine Seitenschlucht des Bodetals im Harz nahe Thale im Landkreis Harz, Sachsen-Anhalt.
Er befindet sich am rechten, südlichen Ufer der Bode und fällt von der La Viershöhe (478,9 Meter) steil in nordöstlicher Richtung bis zum Grund des Bodetals bei Königsruhe (200 Meter) ab. Luftlinie beträgt die Länge des Hirschgrunds etwa 400 Meter.
Durch den Hirschgrund verläuft in vielen Serpentinen der Hirschgrundweg, der den Bereich des Hexentanzplatzes mit dem Bodetal verbindet. Auch der Bereich im Bodetal in den der Hirschgrund einmündet, im Umfeld der Jungfernbrücke, wird zum Hirschgrund gezählt. Zeitweise trug auch das Gasthaus Königsruhe den Namen Hirschgrund. Dort am unteren Ende befindet sich auch die Stempelstelle Nummer 178 Hirschgrund der Harzer Wandernadel.